# イオンテクノサービス
株式会社イオンテクノサービスは、かつて総合ビルメンテナンス事業を行っていた企業。イオングループの一社であったが2006年9月にジャパンメンテナンスに吸収合併され、ジャパンメンテナンスはイオンディライトに商号変更した。

## 概要
1987年11月、ジャスコ興産（現在のイオンモール）のビルメンテナンス事業部が独立し、ジャスコ等の商業施設からのビルメンテナンス事業受注を目的として、ジャスコメンテナンスが設立。1997年2月21日に商号をジャスコメンテナンスからイオンテクノサービスに変更した。
1990年代に入り、イオングループがショッピングセンターを建設し、設備・清掃・警備のトータルメンテナンスを受注。設立以前に開業したイオングループの商業施設については、他社が受注していた管理業務を切り替えするなどして全国的に業務を拡大。また、官公庁やイオングループ外のビルメンテナンス事業も受注した。ただし、清掃や警備部門については、協力会社とイオンテクノサービス、イオングループ各社との三者契約することが多かった。
2003年11月にジャパンメンテナンスがその親会社であるマイカルともどもイオングループ入りし業務が重複することなどから、2006年9月にジャパンメンテナンスに吸収合併された。

## 沿革
- 1987年（昭和62年）11月 - 大阪市福島区に株式会社ジャスコメンテナンスを設立[2]。
- 1989年（平成元年）11月 - 東京都千代田区に東京営業部を新設。
- 1991年（平成3年）4月 - 特定建設業について大阪府知事の許可を受ける。
- 1992年（平成4年）
  - 4月 - 本社所在地を大阪市中央区に移転。
  - 5月 - 仙台市青葉区に東北営業部を新設。
- 1993年（平成5年）6月 - 警備業を開始するため、大阪府公安委員会の許可を受ける。
- 1995年（平成7年）9月 - 長野県松本市に信州営業部、千葉市美浜区に千葉営業部を新設。
- 1997年（平成9年）
  - 2月 - 福岡市博多区に九州営業部を新設。商号を株式会社イオンテクノサービスに変更。
  - 4月 - 札幌市白石区に北海道営業部を新設。
- 2001年（平成13年）
  - 3月 - 兵庫営業部と山陽山陰営業部を統合し、西日本営業部とする。東北営業部を北日本営業部に改称。
  - 5月 - 関東営業部と千葉営業部を統合し、関東営業部とする。
- 2002年（平成14年）6月 - 清掃業務においてISO 9001:2000を認証取得。
- 2003年（平成15年）7月 - 環境マネジメントシステム ISO 14001:1996の認証取得。
- 2006年（平成18年）
  - 5月18日 - ジャパンメンテナンスが全株式を取得[3]。
  - 9月 - ジャパンメンテナンスに吸収合併される。ジャパンメンテナンスはイオンディライト株式会社に商号変更。

## 事業所
- 北日本営業部（宮城県仙台市青葉区五橋1-1-17 仙台ビルディング駅前館6F）
  - 北海道営業所（札幌市中央区北4条西19-1-4 シャトーム北4条1F）
  - 北東北営業所（岩手県盛岡市盛岡駅西通2-3-18 ヴィエーレビル2F）
- 関東営業部（東京都千代田区神田鍛冶町3-7-4 村木ビル2F）
  - 千葉営業所（千葉県千葉市緑区おゆみ野2-4-10 喜栄ビル1F）
  - 神奈川営業所（神奈川県横浜市中区北仲通4-40 商工中金横浜ビル5F ）
- 東京事務所（千葉市美浜区中瀬2-6 WBGマリブイースト22F）
- 中部営業部（愛知県名古屋市中区錦2-4-16 ハザマビル6F）
  - 静岡営業所（静岡県静岡市黒金町59-7 ニッセイ静岡駅前ビル6F）
  - 信州営業所（長野県松本市征矢野2-8-7）
  - 北陸営業所（石川県金沢市玉鉾4-28）
  - 三重営業部（三重県四日市市浜田町6-11 第一加藤ビル9F）
- 近畿営業部（大阪市中央区備後町2-4-9 日本精化ビル3F）
  - 沖縄営業所（沖縄県宜野湾市真志喜2-8-9）
- 西日本営業部（兵庫県姫路市北条口3-50 村田ビル2F）
  - 岡山営業所（岡山県岡山市西古松西町8-17 スタックIIビル2F）
  - 広島営業所（広島県広島市東区上大須賀町1-1 広成ビル5F）
  - 四国営業所（愛媛県松山市天山3-10-28 忽那ビル3F301号室）
- 九州営業部（福岡県福岡市博多区博多駅南2-9-11 山善ビル6F）
  - 南九州営業所（熊本県熊本市神水1-15-45 TKビル2F）